# Fort Nassau (Curaçao)
Fort Nassau, officieel Fort Oranje Nassau (naar het huis van Oranje) geheten, maar zelden zo genoemd, is een fort dat 68 meter boven het Schottegat, de haven van Willemstad op Curaçao, ligt. In 1797 werd het gebouwd op 'Seru Sablica' (Berg Sablica) als Fort Republiek. 
Toentertijd was Curaçao een Nederlandse kolonie. Met de constructie was 60.000 gulden gemoeid. Het werd in 1807 veroverd door de Engelsen. Deze gaven het fort ook een andere naam; Fort George. In 1816 werd het fort teruggegeven aan het Koninkrijk der Nederlanden. De Sint Annabaai en een deel van de binnenstad van Willemstad werden door het fort bewaakt. In augustus 1816 werden er voor het laatst schoten gelost vanaf het fort.

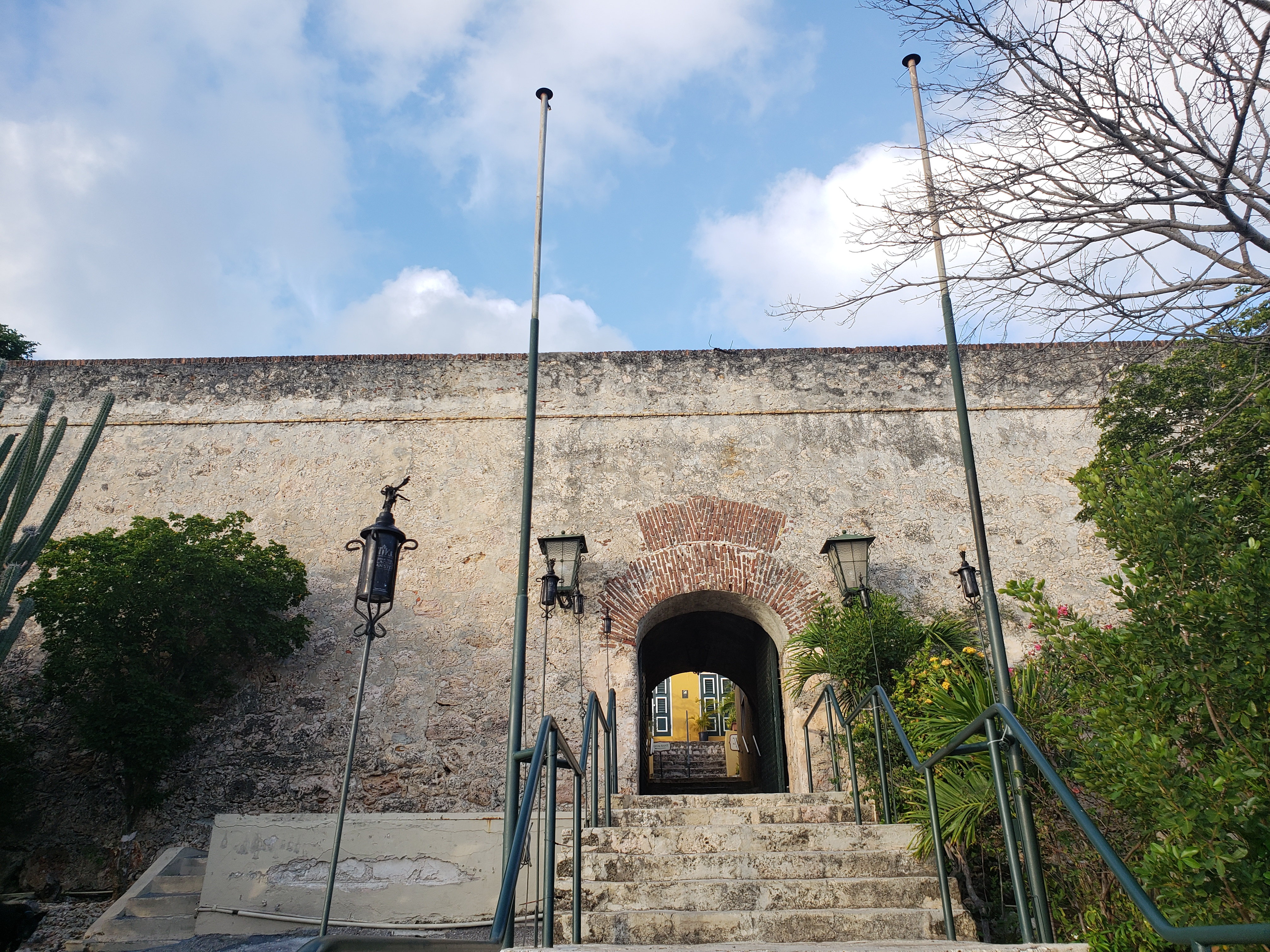
Ingang van Fort Nassau

Sinds toen is het fort nooit meer voor militaire doeleinden gebruikt. Het fungeert nog wel als havensein en verkeerstoren voor de scheepvaart. Sinds 1959 is er ook een restaurant in gevestigd. De fortificatie is verder nog grotendeels in originele staat.
Fort Amsterdam - Fort Beekenburg - Fort Sint Michiel - Fort Nassau - Fort Piscadera - Riffort - Fort Waakzaamheid - Waterfort